# Lučice (district de Havlíčkův Brod)
Pour les articles homonymes, voir Lučice.
Lučice (en allemand : Lutschitz) est une commune du district de Havlíčkův Brod, dans la région de Vysočina, en Tchéquie. Sa population s'élevait à 640 habitants en 2020.

## Géographie
Lučice se trouve à 7 km à l'est de Světlá nad Sázavou, à 9 km au nord-ouest de Havlíčkův Brod, à 31 km au nord-nord-ouest de Jihlava et à 89 km au sud-est de Prague.
La commune est limitée par Malčín, Skuhrov et Olešná au nord, par Radostín à l'est, par Veselý Žďár et Okrouhlice au sud, et par Pohleď à l'ouest.

## Histoire
La première mention écrite de la localité date de 1352.